# Johanna Stachel
Johanna Stachel (née le 3 décembre 1954 à Munich) est une physicienne allemande spécialisée en physique des particules et en physique nucléaire. Elle est également professeur en physique expérimentale. Elle enseigne à l'université d'Heidelberg (Ruprecht-Karls-Universität Heidelberg). Au centre de recherches international CERN à Genève, elle fait des expériences avec l'accélérateur de particules du Large Hadron Collider pour sa recherche sur le plasma quark-gluon. D'ailleurs, elle est la porte-parole de l'axe de recherche ALICE du Ministère fédéral de l'Éducation et la Recherche an Allemagne (BMBF). De 2012 à 2014, elle a également été présidente de la Société allemande de Physique (DPG).

## Intérêts de recherche
Le professeur Stachel se concentre dans sa recherche sur la compréhension des collisions entre nuclei à des énergies ultra-relativistes. Cela veut dire que les atomes dans ces expériences de collisions ont une vitesse qui est proche de la vitesse de la lumière. Dans ces conditions le comportement de la matière suit la théorie de relativité d'Albert Einstein. De plus, elle s'intéresse aux phénomènes en général qui se produisent pendant les collisions des nuclei à haute énergie. Au sein de l'expérience ALICE au Large Hadron Collider au CERN, à Genève, elle étudie le plasma quark-gluon et s'intéresse de plus au développement des détecteurs qui sont nécessaires pour effectuer ces expériences en physique des particules. Pendant sa carrière elle a produit plus de 300 publications scientifiques, a donné plus de 150 présentations aux conférences et workshops internationaux et a contribué à plus de 100 séminaires et colloques.  

## Carrière

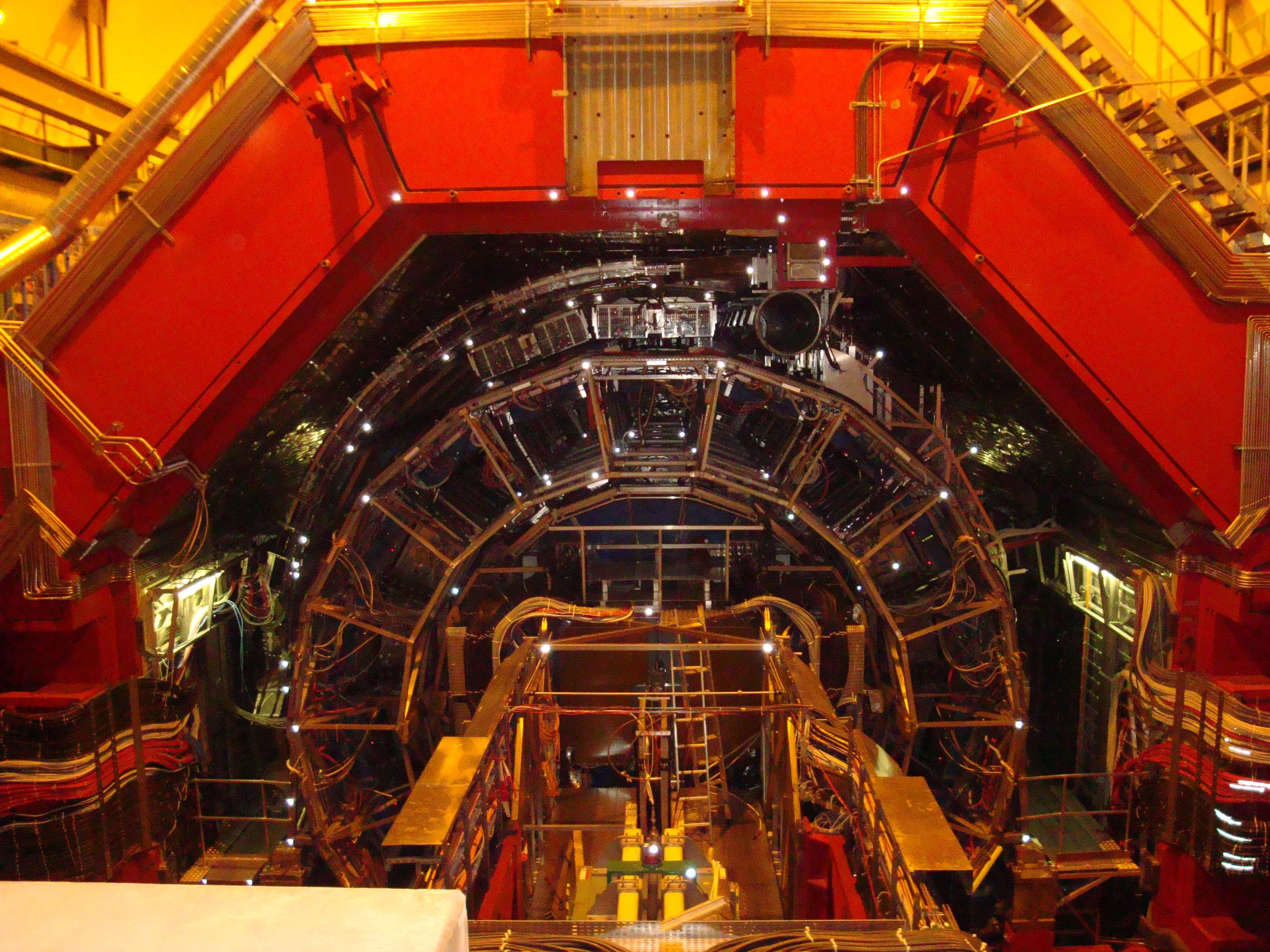
Le détecteur ALICE du LHC au CERN.

Johanna Stachel a effectué des études secondaires au "Spohn-Gymnasium" à Ravensbourg et supérieures à l'Université Johannes Gutenberg de Mayence jusqu'en 1978 en chimie et physique. En 1982 elle a obtenu de la même université un doctorat en physique avec une thèse intitulée Die neutronenreichen Rutheniumisotope, ein Übergangsgebiet zwischen sphärischen und asymmetrisch deformierten Kernen (Les isotope du ruthénium riches en neutrons, un domaine de transition entre les noyaux déformés sphériquement et asymétriquement). Elle a ensuite travaillé de 1983 à 1996 à l'Université d'État de New York à Stony Brook et au Brookhaven National Laboratory. En 1996 elle est élue professeur à l'Université de Heidelberg. De 2003 à 2005 elle y est doyenne de la faculté de physique et astronomie puis, jusqu'en 2012, vice-doyenne et éditrice de supervision du journal Nuclear Physics A (Elsevier). Depuis 2000 elle est chef du projet "ALICE Transistion Radiation Detector" et fait partie de la direction des expériences menées au détecteur ALICE. Lors de sa nomination comme présidente de la société allemande de la physique pour deux ans de 2012 à 2014 elle s'est engagée à défendre la recherche fondamentale et à promouvoir l'enseignement de la physique dans les écoles. Elle a ainsi alerté l'opinion sur le manque de professeurs en physique dans les écoles allemandes.

## Activités associatives
Elle siège dans plusieurs conseils et comités scientifiques, notamment au conseil de surveillance de l'institut de technologie de Karlsruhe (KIT), au conseil universitaire de l'université d'Heidelberg et au conseil consultatif de la Wilhelm und Else Heraeus-Stiftung. Elle a présidé la société allemande de physique de 2012 à 2014.

## Distinctions
- 1988: "Presidential Young Investigator Award", États-Unis
- 1997: American Physical Society, Fellow, États-Unis
- 1998: Académie de Berlin-Brandenburg pour les sciences et les sciences humaines (Berlin-Brandenburg Akademie der Wissenschaften), membre associé, Allemagne
- 1999:Ordre du Mérite de la République fédérale de l'Allemagne (Bundesverdienstkreuz)
- 2001: prix de recherche de l'organisation charitable de Lautenschläger (Lautenschläger-Forschungspreis), Allemagne
- 2014: prix Lise Meitner de la société européenne de physique
- 2014: membre ordinaire de l'académie des sciences de Heidelberg (Heidelberger Akademie der Wissenschaften), Allemagne
- 2015: membre de la Leopoldina[5], académie allemande des sciences Leopoldina.

## Membre d'honneur
Le 28 mars 2014 Johanna Stachel a été nommée membre d'honneur de la Physikalischen Verein, à Francfort-sur-le-Main. Elle est la première femme à recevoir cette distinction. 